# رالف استنلی
رالف استنلی (انگلیسی: Ralph Stanley؛ زادهٔ ۲۵ فوریهٔ ۱۹۲۷-درگذشتهٔ ۲۳ ژوئن ۲۰۱۶) یک موسیقی‌دان اهل ایالات متحده آمریکا بود. وی از سال ۱۹۴۶ تا ۲۰۱۶ میلادی مشغول فعالیت بود.